# 제수 (전한)
제수(齊受, ? ~ 기원전 179년)는 전한 초기의 관료이다. 개국공신 서열 54위로 평정후(平定侯)에 봉해졌다.

## 생애
고조를 따라 거병하였고, 고조의 가거리(家車吏)가 되어 한나라에 들어갔다. 효기도위(梟騎都尉)가 되어 항우를 치고 누번장(樓煩將)을 사로잡았다.
고후 원년(기원전 187년)에 제나라 승상이 되고 평정후에 봉해졌고, 평정경후 9년(기원전 179년)에 죽었다. 시호를 경(敬)이라 하였고, 아들 제시인이 작위를 이었다.

## 출전
- 사마천, 《사기》
  - 권19 혜경간후자연표
- 반고, 《한서》
  - 권16 고혜고후문공신표